# Synagogue Abuhav de Safed
La synagogue Abuhav (hébreu : בית הכנסת אבוהב) est une synagogue séphardite construite au XVIe siècle à Safed, en actuel Israël. Elle est nommée d'après le rabbin et kabbaliste espagnol Isaac Abuhav (en). L'architecture de l'édifice serait inspirée des enseignements kabbalistiques.

## Historique
Selon la tradition, la synagogue est conçue par le rabbin Abuhav et édifiée par ses disciples lorsque ceux-ci arrivent à Safed après leur expulsion d'Espagne dans les années 1490,,. Une légende affirme que la synagogue aurait été transportée miraculeusement d'Espagne à Safed. La synagogue est presque entièrement détruite par le séisme de 1837 (en), seul le mur sud et ses arches restant aujourd'hui de l'édifice originel.
La bimah compte six marches symbolisant les six jours ouvrés de la semaine, le niveau supérieur représentant le shabbat. L'Arche sainte comporte trois sections et contient des rouleaux de la Torah rédigés par Abuhav lui-même et par Solomon Ohana de Fès.

## Images

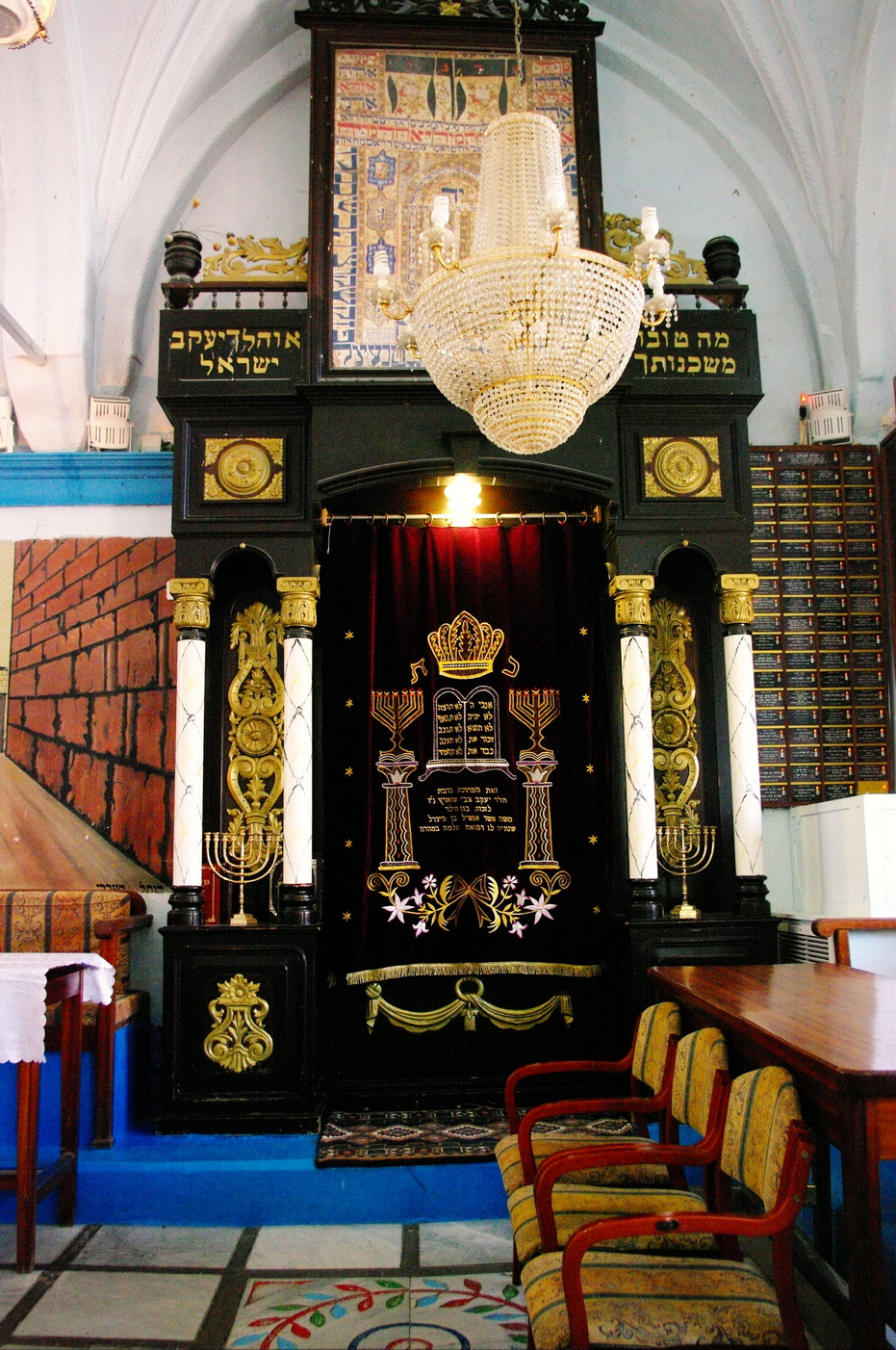
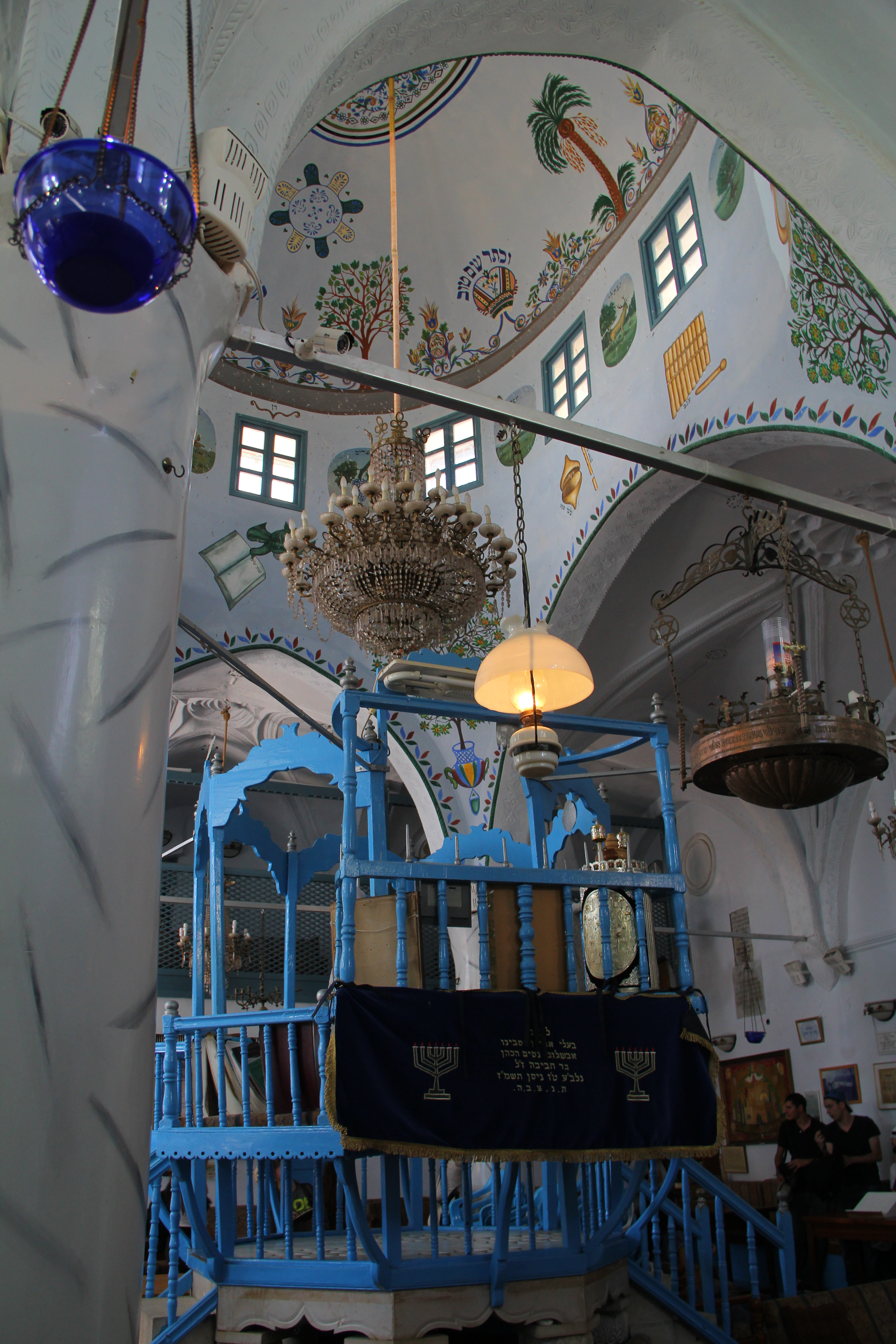
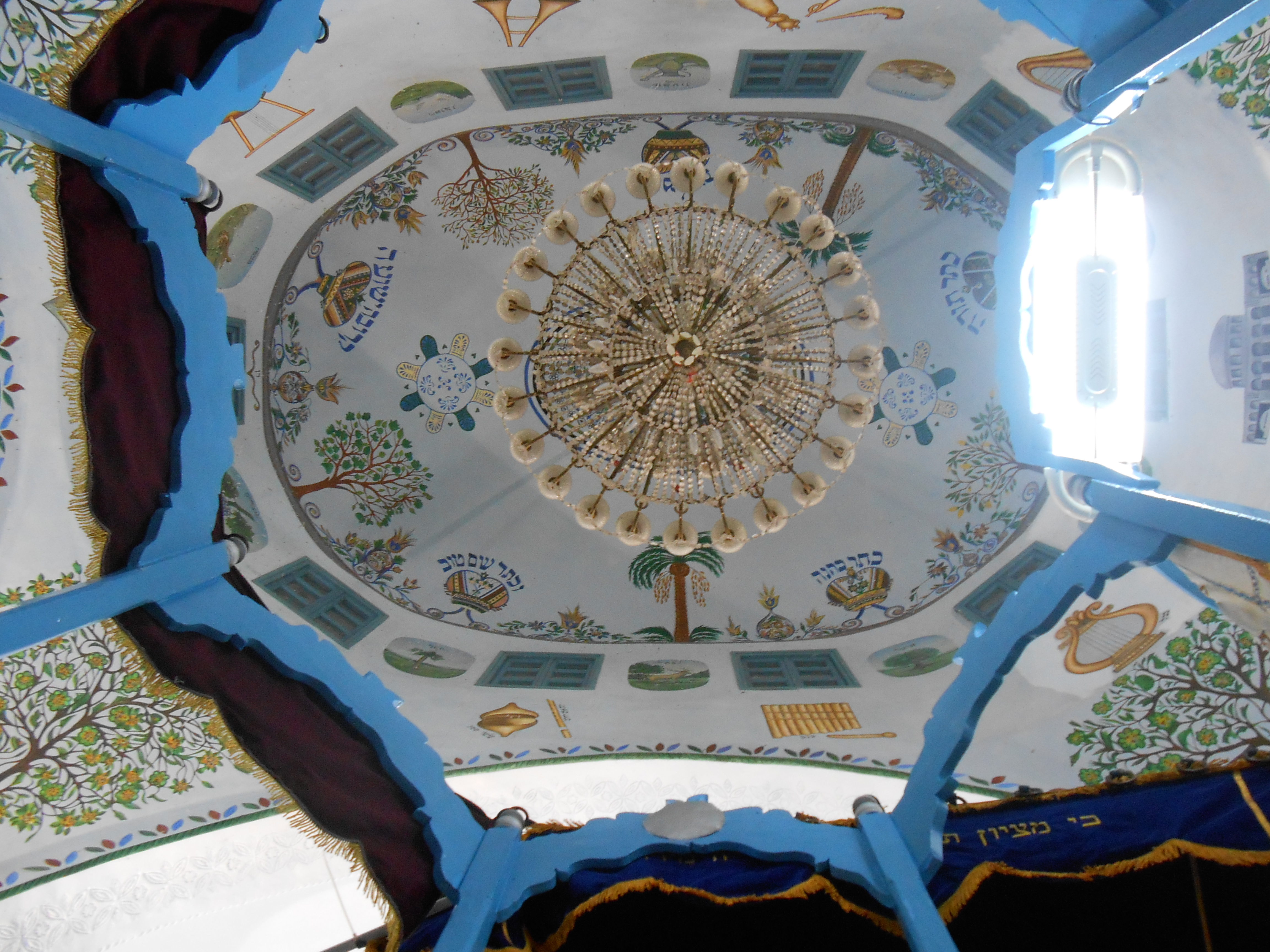
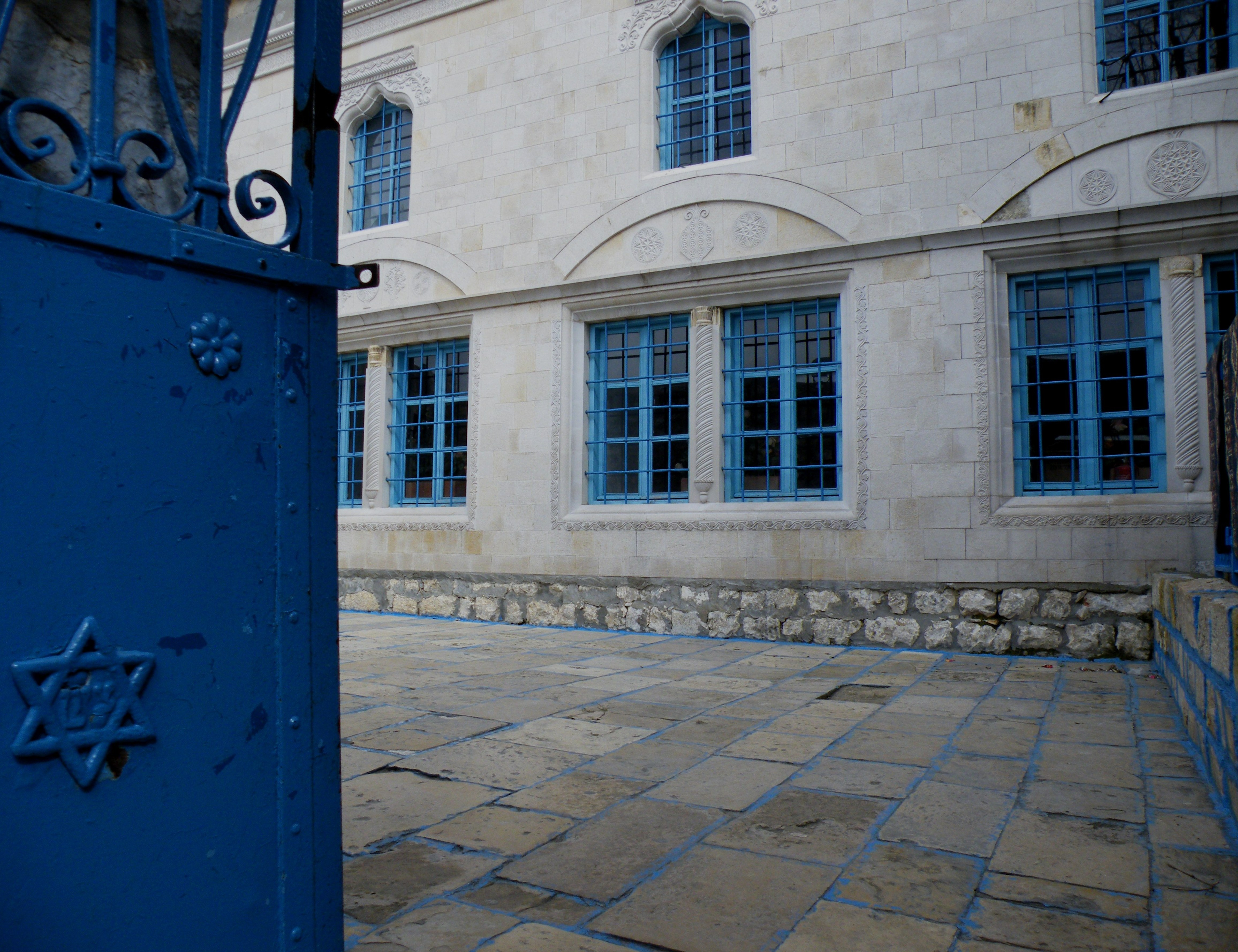
La cour
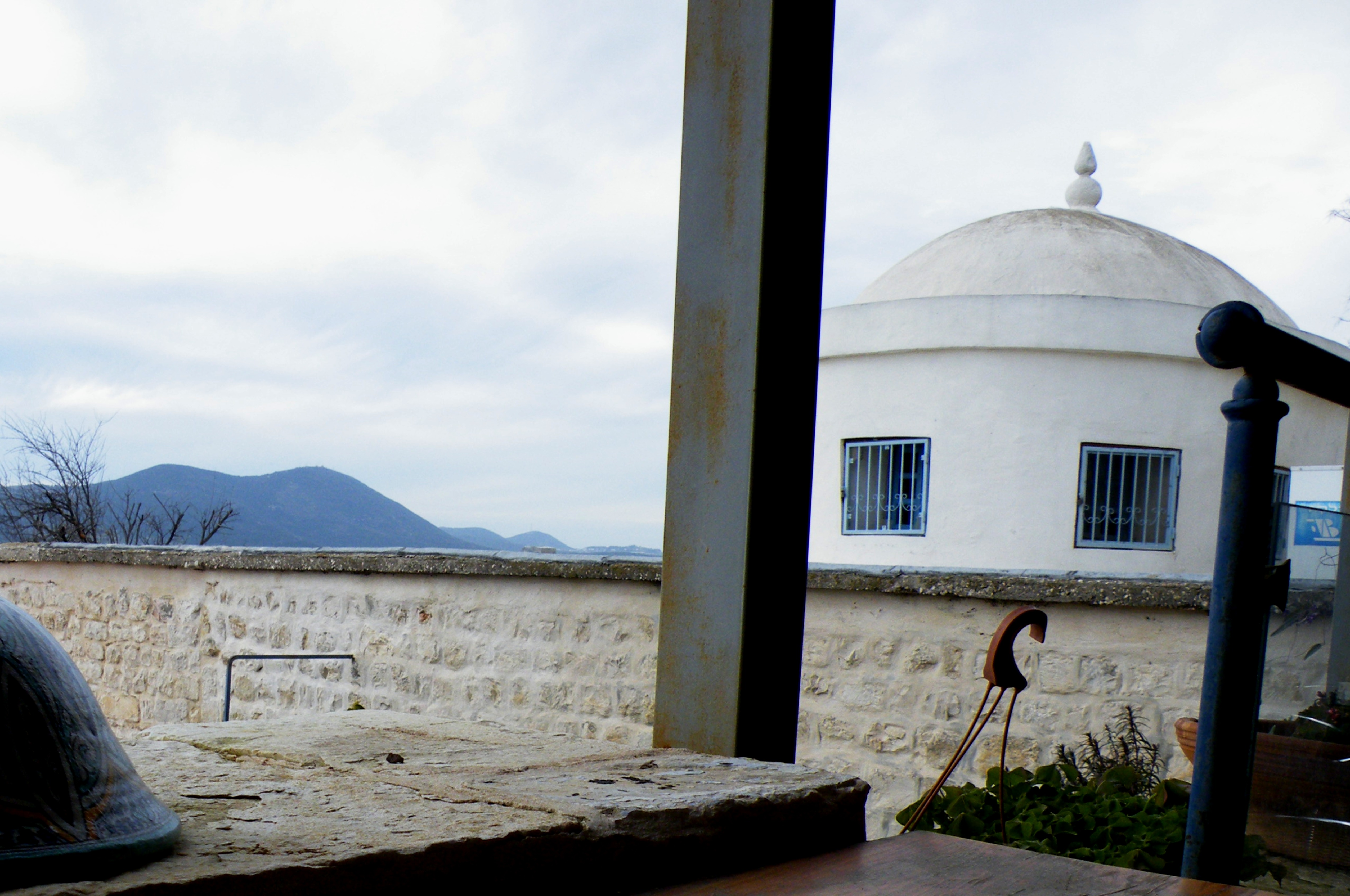

## Source
- (en) Cet article est partiellement ou en totalité issu de l’article de Wikipédia en anglais intitulé « Abuhav synagogue » (voir la liste des auteurs).